# 哈尔滨地铁3号线

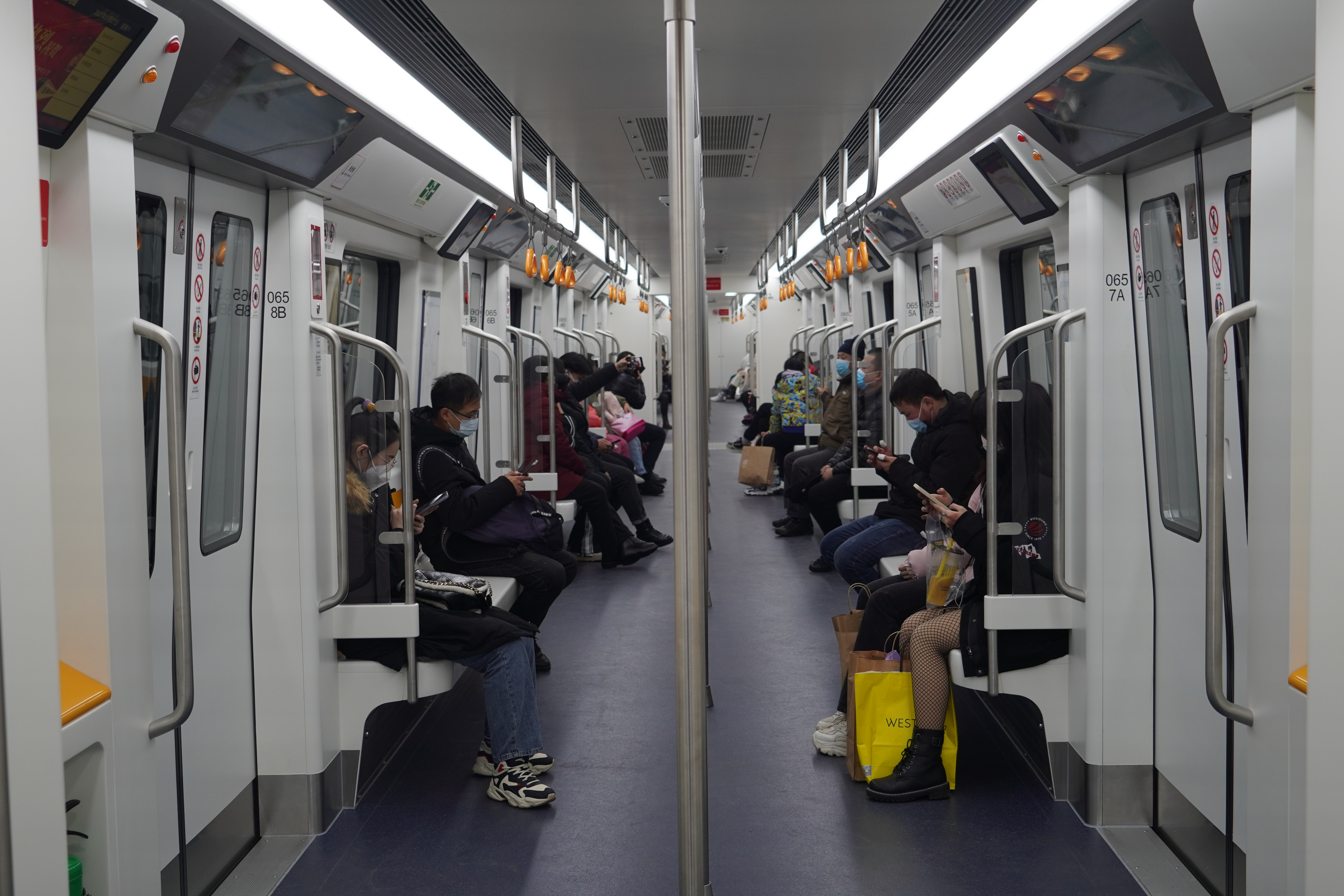
哈尔滨地铁3号线二期列车车厢

哈尔滨地铁3号线是哈尔滨轨道交通的一條環狀路線，全长约37.6km，共设36座地下车站，經過哈尔滨市南岗区、香坊区、道外区和道里区，总投资为228亿元人民幣。线路标志色为 PSC 123C。

## 路線
哈尔滨轨道交通3号线由汽车齿轮厂站引出，经哈尔滨西站后，转入保健路，至旭升街后沿规划保健路向东至通乡街，沿通乡街进入红旗大街，沿红旗大街北行，至大有坊街后沿马家沟东侧并行至太平桥，过太平桥后经东直路下穿既有铁路线后转入振江街，后左转下穿靖宇公园进入靖宇街，沿靖宇街直行至景阳街后，转入北马路，下穿既有滨州铁路线，进入友谊路，沿友谊路行至跨江公路大桥，左转进入哈药路，在哈药路与前进路交口处线路右转，沿前进路走向，在前进路与群力大道交口，线路进入群力大道，至丽江路口左转进入丽江路，最后至线路终点站-汽车齿轮厂站。
工程设安通街车辆段及综合基地1处，新建2座66KV主变电所，设控制中心1处。
线路正线全长约37.6km，全线共设车站36座，均为地下车站，涉及哈尔滨市南岗区、香坊区、道外区和道里区。本工程设安通街车辆段及综合基地1处，新建2座66KV主变电所，设控制中心1处。总投资为244.4亿元，施工总工期75个月，规划建设期为2012～2018年。

### 一期工程（哈西客站联络线）
哈尔滨地铁哈西客站地铁联络线工程起点→沿齿轮路向东→汽车齿轮厂站（齿轮路与先进路交叉处）→沿齿轮路向东南→下穿何家西沟→哈尔滨西客站→继续向东南→学府四道街站（学府四道街路口）→下穿规划用地（辰能·溪树庭院地块）→哈西大道站（哈西大街路口）→沿保健路向东→下穿何家东沟→医大二院站（学府路路口）→终点。
线路全长5.252km，全部为地下线，设5座车站，总投资为27.142亿元。项目已于2011年4月开始土建施工，2017年1月26日开通试运营。开通的车站包括医大二院站、哈西大街站和哈尔滨西站。

#### 大事记
- 2017年6月16日，哈尔滨大街站开通。
- 2019年3月20日，哈尔滨大街站更名为凯盛源广场站。
- 2021年3月20日，为配合3号线二期东南半环段信号调试，3号线一期采取单线双方向方式运营[3]。
- 2021年10月25日，为配合3号线二期东南半环段与一期贯通空载试运行，3号线一期四站暂停运营。[4]

### 二期工程
线路全长32.181km，设31座车站，其中东南半环设19座车站，该段已于2016年全面开工，2021年11月26日完工通车，西北半环设12座车站，预计2024年完工并投入使用。

#### 大事记
- 2021年6月25日，东南半环开启空载试运行。[7]
- 2021年11月26日，东南半环开始载客运营，同时一期开通的4站恢复运营并与东南半环段贯通。[8]
- 2023年5月19日，西北半环人民广场站至上海街站盾构右线顺利贯通[9]。
- 2023年9月29日，西北半环老道外段靖宇公园站、清真寺站、中华巴洛克街区站开通运营[10]。
- 2023年12月26日，北马路站开通运营。[11]
- 2024年9月26日，西北半环道里段开启免费观光活动。[12]
- 2024年11月26日，西北半环道里段正式开通运营，标志着3号线正式成环运营。[13]

## 车站列表
|  | 此條目需要更新。 (2024年11月25日) 請更新本文以反映近況和新增内容。完成修改後請移除本模板。 |

|  | 此條目需要更新。 (2024年11月25日) 請更新本文以反映近況和新增内容。完成修改後請移除本模板。 |